# Venturi-windturbine

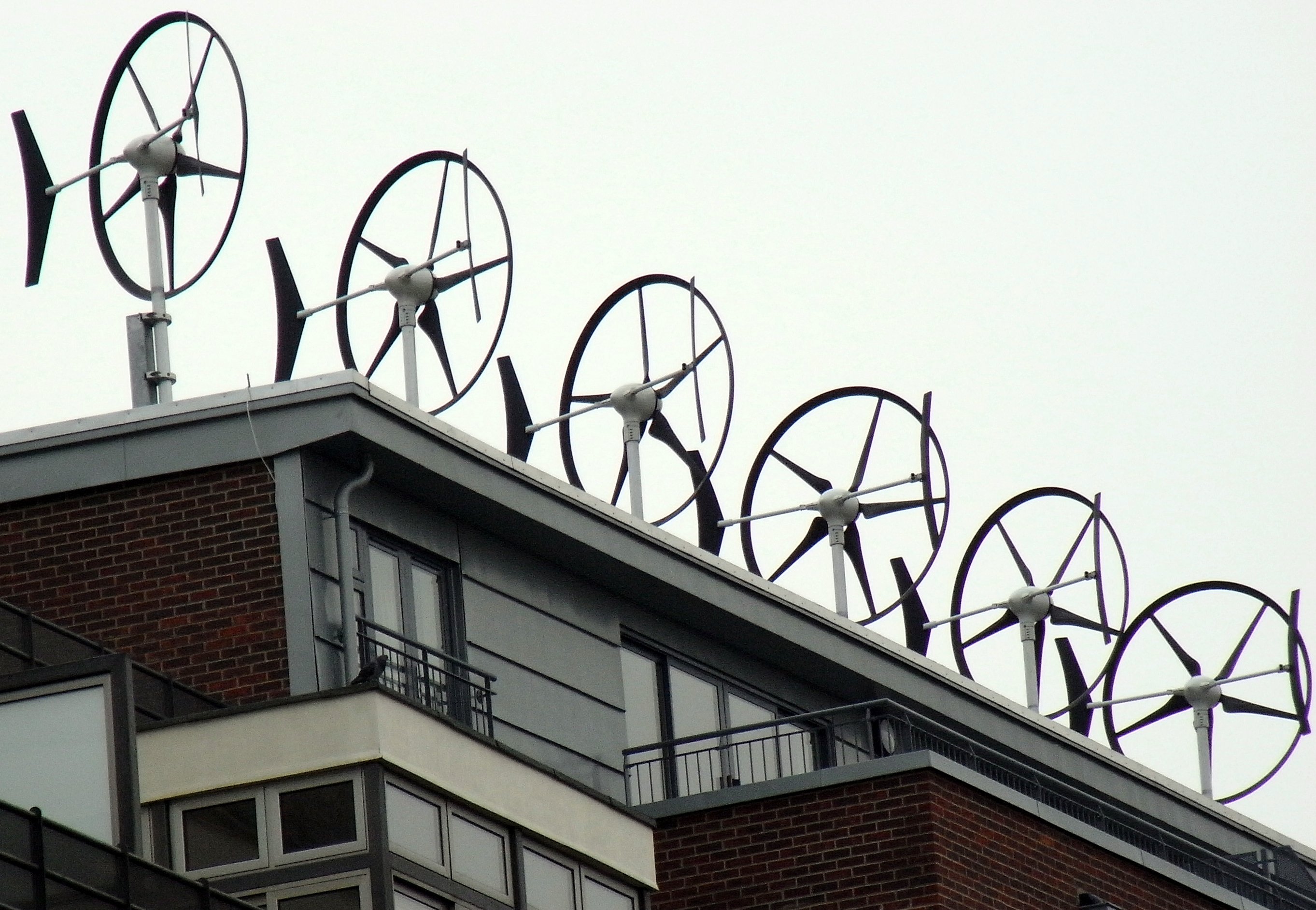
Venturi-windturbines op gebouw.

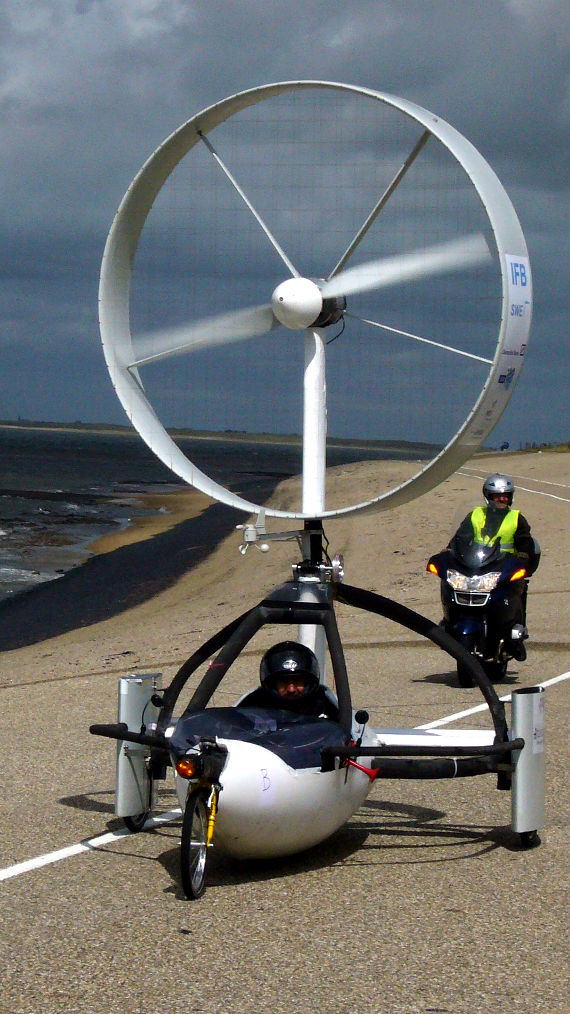
Venturi-windturbine voor voertuigaandrijving.

Bij een  Venturi-windturbine  is om de rotor een vleugelvormige mantel gezet.
Hierdoor wordt een Venturi-effect opgewekt.
Het Venturi-effect wordt vaak gebruikt om een lokaal verhoogde windsnelheid als gevolg van omstroming van obstakels aan te duiden. In principe is deze term voor een windmolen misleidend omdat de term bij buisstromingen hoort waarbij de verhoogde snelheid in een vernauwde doorsnede ontstaat. We hebben bij windturbines echter niet te maken met een buisstroming maar met een vrije stroming waarbij de lucht niet geforceerd door een nauwe doorsnede hoeft maar net zo makkelijk om het obstakel heen kan stromen.
Bij een windturbine met rechte wieken verbreedt de stromende lucht door het turbinevlak, en ook daarbuiten. De venturi-windturbine is in staat ook een vernauwing van de stroming en daarna pas een verbreding te creëren. Daardoor is de venturi-windturbine in staat meer energie uit de wind te halen dan een windturbine met rechte wieken. De uiteindelijke verbreding van de stroming na de windturbine is het gevolg van het onttrekken van energie uit de wind.
Dit pad voor verhoging van het vermogen is recent weer in de belangstelling hoewel het nut niet gezocht moet worden in een vergroting van het vermogen. Voor vergroting van het vermogen is het eenvoudiger en goedkoper om de rotor iets groter te maken.
aerotecture-windturbine ·
cycloturbine ·
Darrieus-windturbine ·
giromill ·
horizontaleaswindturbine ·
Quietrevolution-windturbine ·
tonmolen ·
Savonius-windturbine ·
Turby-windturbine ·
verticaleaswindturbine ·
Windstar-turbine

Verwant: Windmolen